# Russische dwerghamster
De Russische dwerghamster (Cricetiscus sungorus) is een dwerghamster die van oorsprong uit Noord-Kazachstan komt. Het diertje wordt ook Dzjoengaarse of Siberische hamster genoemd.

## Herkomst
De Russische dwerghamster werd in 1773 voor het eerst beschreven door Peter Simon Pallas. In de jaren 1960 kwam wetenschapper dr. Figala naar het Westduitse Max-Planck-Instituut met twee in het wild gevangen koppels Russische dwerghamsters. Ze waren afkomstig uit de omgeving van Omsk in West-Siberië.

## Uiterlijk
Deze hamster is bijna bolrond met korte poten. Hij heeft vier teentjes en een klein duimpje aan de voorpoot en vijf teentjes aan de achterpoot. Het achterbeen is iets langer dan het voorbeen. De staart is bijna niet zichtbaar met een lengte tussen de 0,5 en 1 cm. De vacht is dicht en heeft veel onderwol. Oren en achtervoeten zijn ook behaard.
Het dier is breed en heeft zichtbare wangzakken. De ogen zijn bol en hebben een ronde vorm. Vaak zijn ze zwart van kleur, maar rood komt ook voor. De oren zijn klein, rond, met een knikje, en van binnen een beetje behaard.

## Leefwijze
Een Russische dwerghamster leeft solitair.. De soort ontwijkt roofdieren door in de winter van vachtkleur te veranderen. Deze wordt veel lichter waardoor het dier gecamoufleerd is in de besneeuwde steppes. De hamster graaft tunnels van soms wel een meter lengte die naar de grondholen leiden waar ze hun jongen grootbrengen en die ze als slaapplaats gebruiken. De holen zijn voorzien van verschillende ingangen en worden bekleed met mos in de zomer en met haren of wol in de winter. Op die wijze kan het dier de temperatuur in het verblijf het jaar door rond de 17 graden houden.
Het is de enige hamster die een wintervacht aanmaakt. Ze houden geen winterslaap zoals andere hamsters dat doen, maar ze kunnen wel in een soort dagelijkse verlamming terechtkomen, torpor genoemd.

## Huisdier
Het dier is een van de hamstersoorten die als huisdier worden gehouden. Hij is rustiger en tammer dan sommige andere soorten. In Nederland werd in opdracht van het ministerie van Economische Zaken door de Universiteit Wageningen onderzoek gedaan naar de geschiktheid als gezelschapsdier van enkele soorten dwerghamsters. De Russische dwerghamster bleek volgens dat onderzoek geen gevaar te vormen voor de mens, hij werd echter als gezelschapsdier mindergeschikt bevonden. In een brief aan de Tweede Kamer nam staatssecretaris Dijksma de aanbevelingen van het onderzoek over. In 2022 werd een nieuwe huis- en hobbydierenlijst uitgebracht. Sinds juli 2024 mag de Russische dwerghamster in Nederland niet meer als huisdier gehouden worden.